# Алутити
Алутити или Сугпијати (енгл. Alutiiq, Sugpiaq, Alutiit, Sugpiat; рус. Алутиик, Сугпиак, Алутиит, Сугпиат) су аутохтони народ Арктика, једна су од подгрупа Ескима Јупика. Руски трговци крзном су их грешком именовали Алеутима, не правећи разлику између њих и суседних Алеута. Познати су и по свом старом имену „Сугпијак” (једнина) или у множини „Сугпијати” (енгл. Sugpiaq, IPA/ˈsʊɡpiˌæk/, множина енгл. Sugpiat; рус. Сугпиак, множина рус. Сугпиат). Такође се употребљава назив Пацифички Ескими или Пацифички Јупици. Они су један од аутохтоних народа јужне обале Аљаске. Њихов језик се зове алутитски језик или сугпијатски језик и један је од језика, који припада јупичкој грани ескимских језика. Не смеју се мешати са Алеутима који живе западније на врху полуострва Аљаска и на Алеутским острвима.

## Терминологија
Данас су најчешће у употреби ови термини: Алутик (једнина) - Алутики (двојина) - Алутити (множина). Међутим, сви ови називи су изведени од имена Алеута, а први су их користили руски промишљеници који су дошли на Аљаску у потрази за крзном.
Назив који Сугпијати користе за своје суседе Алеуте је Алутик, због тога део Сугпијата заговара коришћење назива којим се локални становници самоописују. На пример: Сугпиак (једнина), Сугпиаки (двојина) и Сугпиати (множина), са значењем „прави људи”, док су Сугстун, Сугцестун, Сугт'стун, Сугстестун термини који означавају језик.
Данас су у употреби сва три имена (Сугпијак, Алутик и Алеут) и користе се по личном нахођењу, а поред ових етнонима, коришћени су и многи други.

## Историја
Руска окупација је почела 1784. године и резултирала је масакром стотина Сугпијата на острвцу Рефјуџ Рок (енгл. Refuge Rock, алут. Аваук), близу обале острва Ситкалидак на коме се данас налази село Олд Харбор, тј. Нунијак на локалном језику.
Период од 1784—1818 назива се најтамнијим добом алутитске историје, окончан је сменом руководства Руско-америчке компаније.

## Начин живота
Алутити традиционално живе поред обала и зависе од лова на лососе, иверке и китове, мада они који живе мало унутар копна сакупљају бобице и лове копнене животиње. Пре контакта са руским трговцима, Алутити су живели у полуподземним кућама (циклуак).
У 21. веку, Алутити живе у обалским рибарским заједницама где раде у свим аспектима модерне економије. То их чини конкурентнијима и помаже да одрже своју стару културу. Године 2010, средња школа у Кодијаку је одговорила позитивно на предлог ђака да се у школи учи алутитски језик. Кодијачки дијалекат овог језика је тада говорило само 50 људи, пре свега старијих становника и био је пред изумирањем.

## Традиционална територија
Традиционалне домовине два алутитска (сугпијатска) племена су Залив Принца Вилијама и полуострво Кенај на којима живе Чугачи Сугпијати и архипелаг Кодијак и полуострво Аљаска на којима живе Кодијаци Алутити. С` почетка 19. века постојало је око 60 алутитских села на кодијачком архипелагу са процењеном величином популације од око 13.000 људи. Данас има преко 4.000 Алутита на Аљасци.

## Познати Алутити
- Алвин Ели Амасон, сликар и скулптор
- Свен Хакансон, извршни директор Музеја Алутита.[14]
- Лорен Леман, Поручник-гувернер Аљаске, 2002-2006
- Петер ди Алеут, Источноправославни светац, наводно са острва Кодијак.